# Nesticella kerzhneri
Nesticella kerzhneri är en spindelart som först beskrevs av Yuri M. Marusik 1987.  Nesticella kerzhneri ingår i släktet Nesticella och familjen grottspindlar. Inga underarter finns listade i Catalogue of Life.